# Malaquita
La malaquita es un mineral del grupo V (carbonatos) según la clasificación de Strunz, de fórmula química Cu2CO3(OH)2 (dihidróxido de carbonato de cobre (II)). Posee un 57,0% de cobre. Su nombre viene del griego malaqh, que significa ‘malva’, en alusión a su color verde. En la antigüedad era usada como colorante, pero hoy en día su uso es más bien como piedra semipreciosa. También se la usa como mena para la extracción de cobre.
Los yacimientos más importantes de este mineral están en Colombia, República Democrática del Congo, Sudáfrica, Zimbabue, Rusia, Namibia, Hungría, Estados Unidos y China.

## Bellas artes

Panorámica del Salón de la malaquita en el Gran Trianón, Versalles (Francia)

Algunas obras célebres en malaquita son:
- En San Petersburgo existe un fragmento de malaquita en extremo notable. Serrado y pulido tiene 890 mm de longitud, 473 de anchura y 56 de espesor. En tiempo del primer imperio francés, se veía en el Gran Trianón una tabla de mesa, unos candelabros y una copa, todo de magnífica malaquita. Fue un regalo del emperador de Rusia a Napoleón I.
- La base del Trofeo de la Copa Mundial de Fútbol está hecho en este material.

Se ha intentado muchas veces grabar en malaquita pero inútilmente. La materia es demasiado blanda y las múltiples fajas que presenta en su pasta no permiten obtener figuras que tengan un aspecto verdaderamente artístico.

## Color malaquita
El color malaquita tiene como referente tanto la piedra malaquita como el colorante verde malaquita, por lo que su coloración puede variar entre el verde algo azulado como el que se muestra aquí abajo, hasta un verde azulado similar al color esmeralda.
|      | Malaquita          |
| HTML | #0BDA51            |
| RGB  | (11, 218, 81)      |
| HSV  | (140°, 95 %, 85 %) |
| Ref. | [ 4 ]              |